# Chorthippus saulcyi
Chorthippus saulcyi is een rechtvleugelig insect uit de familie veldsprinkhanen (Acrididae). De wetenschappelijke naam van deze soort is voor het eerst geldig gepubliceerd in 1888 door Krauss.
1. ↑  (en) Chorthippus saulcyi op de IUCN Red List of Threatened Species.